# Центральный стадион имени Славы Метревели
Центра́льный стадио́н и́мени Сла́вы Метреве́ли — спортивная арена в городе Сочи, Краснодарский край, Россия. Включает в себя 2 футбольных поля. Основное поле − с натуральным травяным покрытием 105×68 м. Освещение мощностью 1400 люкс. Вместимость − 10200 зрителей (западная трибуна — 5000 мест, восточная трибуна — 5200 мест, имеется также VIP-ложа на 30 мест).
Тренировочное поле имеет искусственное покрытие пятого поколения размером 102×68 м. Мощность освещения − 250 люкс. Вместимость трибун − 1600 мест,
1. переносные трибуны − до 500 мест.

На стадионе регулярно проводятся футбольные турниры международного и общероссийского значения. Центральный стадион входит в состав южного федерального центра спортивной подготовки министерства спорта, туризма и молодёжной политики Российской Федерации ФГУП «ЮГ СПОРТ», который проводит тренировочные сборы команд. В инфраструктуру стадиона входит центр тяжёлой атлетики. Зал штанги расположен в помещении Центрального Стадиона и позволяет проводить полноценные круглогодичные тренировки.
Расположен в Хостинском районе города на берегу Чёрного моря у впадения реки Бзугу, между микрорайонами Фабрициуса и Бытха.
Был открыт 19 апреля 1964 и первоначально назывался «Юг». В 2001 году стадиону было присвоено имя футболиста-сочинца Славы Метревели.
Был домашним стадионом игравшей в разных лигах (высшая, первая, вторая) первенства страны «Жемчужины-Сочи», также здесь проводил игры клуб «Сочи», выступавший в ПФЛ в сезонах 2014/15 и 2016/17.
30 мая 2016 года переименован, официальное название — «Стадион ФГБУ „Юг Спорт“ имени Славы Метревели».